# Glen Waverley
 (décembre 2022).
Si vous disposez d'ouvrages ou d'articles de référence ou si vous connaissez des sites web de qualité traitant du thème abordé ici, merci de compléter l'article en donnant les références utiles à sa vérifiabilité et en les liant à la section « Notes et références ».
Glen Waverley est une banlieue de Melbourne situé à 20 km au sud-est du centre-ville de Melbourne. Elle fait partie de la ville de Monash. Au recensement de 2011, Glen Waverley avait une population de 39 204 habitants et une superficie de 16,8 km2.
La banlieue de Glen Waverley est limitée par Dandenong Creek, à l'est, Ferntree Gully Road vers le sud, Blackburn Road, à l'ouest et Highbury Road vers le nord. Springvale Road, un important distributeur nord-sud, divise la banlieue. La géographie varie de battures adjacentes a Dandenong Creek à l'est de collines dans la région entre les bassins versants de Dandenong Creek et Scotchmans Creek .

## Histoire

### Colonisation
La région fut d'abord colonisée au milieu du XIXe siècle et plus tard développé comme terres agricoles. Le bureau de poste fut ouvert le 1er juillet 1885 dans la zone située au sud de la ligne de chemin de fer, a été rebaptisé Glen Waverley en 1921, et Glen Waverley South en 1963, le même jour de bureau Glen Waverley North (ouvert depuis 1954) a été rebaptisé Glen Waverley (de 1994 The Glen).

### 20esiècle
Le développement majeur s'est produit dans les années 1950 à 1970 avec le remplissage rapide des logements construits à un niveau généralement élevé sur la grande blocs. Une grande partie de ce parc de logements vieillit maintenant et le renouvellement est en cours, impliquant souvent la subdivision des blocs de plus dans le développement de maisons. La banlieue a également été le site du premier McDonald dans l'État du Victoria, qui a ouvert le 12 septembre 1973, à l'angle de la High St et Springvale Rd. Il a été ouvert peu de temps après l'original à Sydney. À la suite de la fermeture du McDonalds de Sydney, il est devenu le plus long McDonalds survivant de l'Australie.

### Récemment
La rue principale de Glen Waverley est Kingsway. Au cours des dernières années, Kingsway a développé des divertissements dynamiques, avec de fortes influences asiatiques. Aussi sur Kingsway se trouve Century City Walk, un cinéma multiplexe. Il abrite plusieurs restaurants, un bowling, un bar et un Cinema Village (équipé d'installations Gold Class). Il y a maintenant de nombreux hôtels tels que Novotel Glen Waverley, Hôtel Ibis, Waverley International Hôtel, Waverley Appartments et l'Hôtel Quest. Il y a aussi une grande branche du Service des bibliothèques publiques de Monash. La construction d'un complexe d'appartements, bureaux, commerces et parking de 10 étages entre la gare et Kingsway débutera à la mi-2011. La banlieue a également de nombreuses églises, et est le foyer de l'Académie de police de Victoria, qui occupe un ancien séminaire catholique.

## Centre commercial
Centro The Glen (anciennement connu sous le nom "The Glen») est un centre commercial régional locale détenue, gérée et développée par Centro Properties Group . Bien que plus petit que les centres commerciaux à proximité tels que Westfield Knox ou Chadstone, Glen abrite une importante collection de boutiques, y compris les supermarchés, une aire de restauration nommé Diners life et un certain nombre de petits magasins de vêtements. Centro The Glen a actuellement plus de 207 magasins de détail spécialisés et 11 détaillants d'ancrage, ce qui fait de Centro The Glen un des centres commerciaux les plus importants dans le voisinage. Centro The Glen a été le premier centre commercial en banlieue de Melbourne à contenir un magasin David Jones.
Glen Waverley a également été développé pour devenir en quelque sorte un centre d'affaires dans l'agglomération de Melbourne, avec de nombreuses entreprises internationales, y compris Toshiba, Ansell, NEC, et 3M ayant tous leur siège australiens dans la banlieue.

## Sports et loisirs
La banlieue a un club de football australien, les Glen Waverley Hawks, en compétition dans la Ligue de Football de l'Est et le Glen Waverley Rovers junior football club.
Le Club de soccer Waverley et le Glen Waverley junior ont été fondés en 1980 et sont membres de la Fédération de Football du Victoria. Les personnes âgées sont actuellement en concurrence dans la Ligue provisoire Hommes Div 3.
Les clubs de tennis comprennent Glen Waverley Tennis Club, Glenvale Tennis Club, Glenburn Tennis Club, Legend Park Tennis Club, Notting Hill Pinewood Tennis Club et Blancs Lane Tennis Club.
Le cricket est représenté par la Glen Waverley Puma Cricket Club et le Glen Waverley Cricket Club.
Les golfeurs jouent sur le parcours du club de golf de Glen Waverley à Waverley Road, dans la banlieue voisine de Wheelers Hill.
Glen Waverley dispose d'un centre de loisirs et aquatiques importante située sur Waverley Rd, la Monash Aquatic Centre. Il dispose d'une gamme de différentes piscines pour répondre aux besoins de chacun avec deux piscines d'enfant, une piscine à vagues de 40 mètres, une piscine pour apprendre à nager, une piscine de 25 mètres couverte, une piscine de 50 mètres en plein air et une piscine d'hydrothérapie.

## Transports en commun
La banlieue donne son nom à la ligne de chemin de fer de Glen Waverley, qui se termine à la gare Glen Waverley . Les services partent plate-forme 1 et 2, avec une fréquence de 7-8 minutes en heure de pointe, et toutes les 15 minutes en période hors pointe. Glen Waverley est considéré comme une station Premium, est en zone Metlink Zone 2. La gare de Syndal se trouve une station à l'ouest de la gare Glen Waverley et également sur la ligne de chemin de fer de Glen Waverley. Un certain nombre de lignes de bus exploitées par Ventura Bus Lines, Grenda Bus et Driver Busline opèrent également dans la région, avec des connexions à l'Université Monash, Chadstone Shopping Centre, centre commercial Eastland, Westfield Knox, Rowville, St. Kilda, Glen Iris, Springvale, Blackburn, Mitcham, Dandenong et Croydon. Springvale Road est la principale artère nord-sud qui traverse Glen Waverley, avec 3 voies dans chaque direction. Fonctionne aussi Blackburn Road parallèle à Springvale Road à l'ouest. High Street, Waverley Road et Ferntree Gully Road sont les principales routes collectrices est-ouest à Glen Waverley. La Monash Freeway passe également par le coin sud-ouest de Glen Waverley, avec accès par Ferntree Gully et Springvale Roads.